# St.-Anna-Brücke (Mayschoß)
Die St.-Anna-Brücke in Laach war eine Fuß- und Radwegbrücke  in der Gemeinde Mayschoß in Rheinland-Pfalz und überspannte den Fluss Ahr. Durch das Extrem-Hochwasser im Sommer 2021 wurde die Brücke vollständig zerstört.

## Geschichte
Die Brücke war Bestandteil des Ahrtal-Radwegs und wurde Ostern 2005 fertiggestellt. Die Planung begann 1992 und wurde durch die in Deutschland fehlenden Normen für diese Bauform erschwert.

## Konstruktion

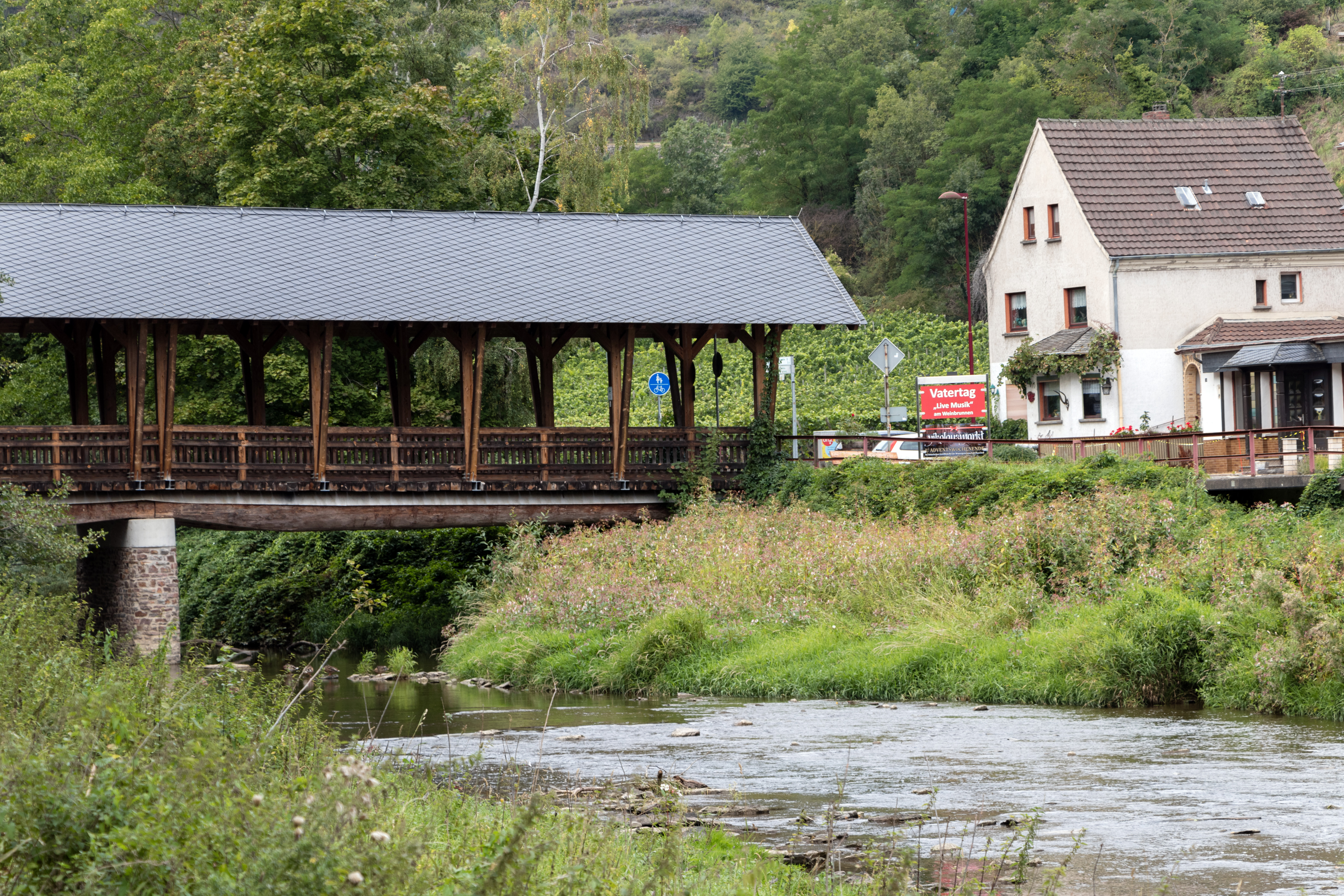
St.-Anna-Brücke 2019

Diese gedeckten Holzbrücke war die längste Ganzstammbrücke Deutschlands.

### Überbau
Fünf Douglasien-Rundholzstämme mit Durchmessern über 0,80 Meter überspannten als Einfeldlängsträger die beiden Brückenfelder. Darauf quer liegende Lärchenbohlen bildeten die Fahrbahn, die bis zu 20 Tonnen belastet werden konnte. Als Witterungsschutz bedeckte eine Lärchenkonstruktion mit Schiefer-Schindeldeckung die Brücke.

### Unterbau
Der Unterbau bestand aus den beiden Widerlager und einem mit Natursteinen verblendeten Flusspfeiler aus Beton.